# アルソン・スキナー・クラーク
アルソン・スキナー・クラーク（Alson Skinner Clark、1876年3月25日 - 1949年3月23日）は、アメリカ合衆国の画家である。印象派のスタイルで風景画などを描いた。

## 略歴
シカゴで生まれた 。シカゴ美術館付属美術学校で学んだ後、アート・スチューデンツ・リーグ・オブ・ニューヨークやニューヨークのウィリアム・メリット・チェイスが設立した美術学校（後のパーソンズ美術大学）などで学び、その後パリに渡り、アカデミー・ジュリアンやジェームズ・マクニール・ホイッスラーが講師を務めたアカデミー・カルメン、アカデミー・ヴィッティ、アカデミー・ドレクリューズなどで学んだ。アメリカ合衆国に帰国し1902年にニューヨークにスタジオを開いた。結婚してフランスに再び渡り、フランスとアメリカを行き来して活動し、1904年のセントルイス万国博覧会の展覧会に出展し銅メダルを受賞した。1909年にはスペインを旅し、1910年の秋にはロートン・S・パーカー（Lawton S. Parker: 1868-1954）やフレデリック・カール・フリージキー、ガイ・ローズらとノルマンディーのジヴェルニーの芸術家コロニーに滞在した。
1913年には建築中のパナマ運河を見学し、絵を描き、パナマ運河開通ならびに太平洋発見400周年を記念して開催された1915年のサンフランシスコ万国博覧会の展覧会に出展し銅メダルを受賞した第一次世界大戦中はアメリカ陸軍に従軍し、空中偵察写真の撮影者として働いた。
戦後は1919年にカルフォルニアを訪れ、1920年からパサデナに住んだ。パサデナ美術協会やロサンゼルス芸術協会、カルフォルニア美術クラブの会員になった 。ロサンゼルスのオクシデンタル大学で美術を教え、パサデナの美術学校（Stickney Memorial School of Art）の校長になり、1925年にはパサデナの劇場（Pasadena Playhouse）の緞帳のデザインをした。1926年にはロサンゼルスの映画館（Carthay Circle Theater）の装飾画をデザインした。1937年の「トーナリズム・印象派展（1937 Tonal Impressionism Exhibition）」にも参加した。

## 作品

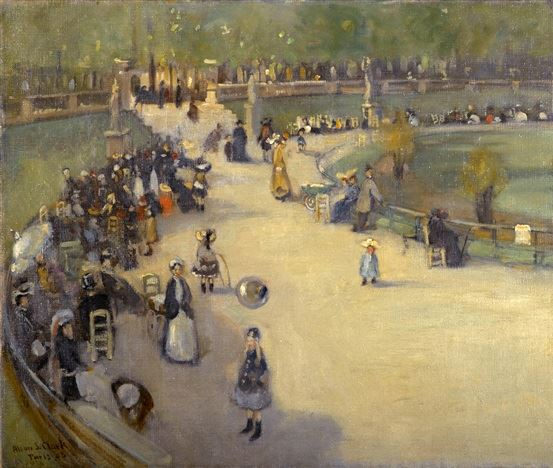
公園 (1903)
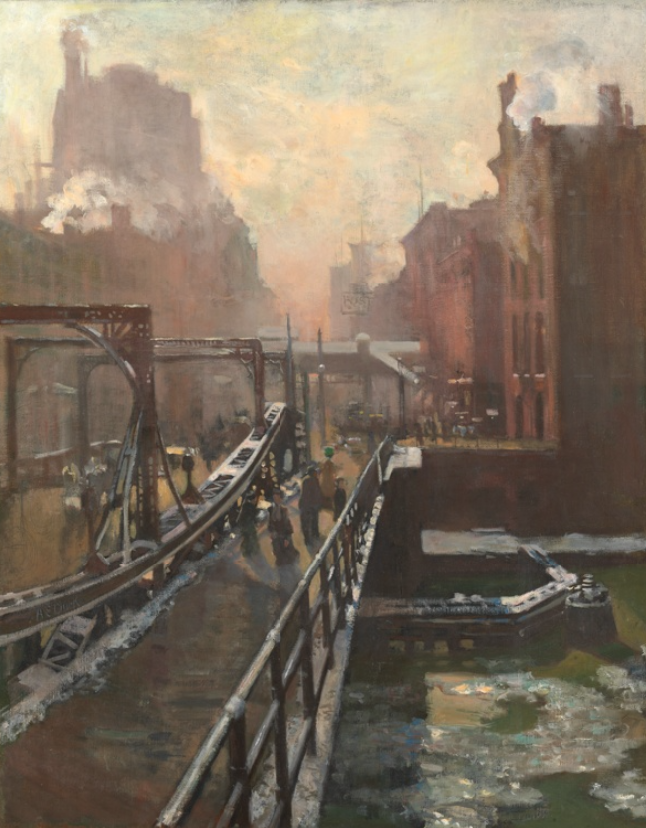
コーヒーショップ(1905/1906) シカゴ美術館
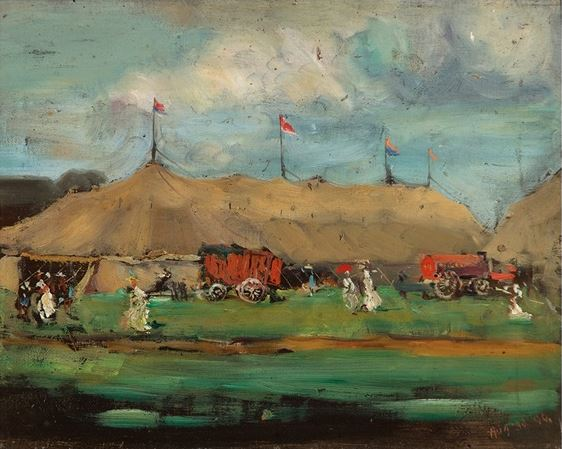
サーカスのテント(1906)
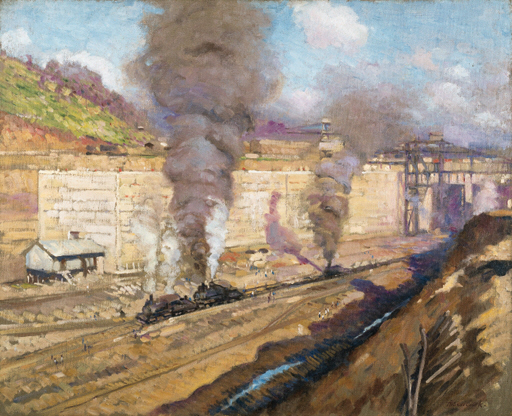
パナマの工事用列車